# Вітленд (Нью-Йорк)
Вітленд (англ. Wheatland) — місто (англ. town) в США, в окрузі Монро штату Нью-Йорк. Населення — 4897 осіб (2020).

## Демографія
Згідно з переписом 2010 року, у місті мешкало 4775 осіб у 2002 домогосподарствах у складі 1306 родин. Було 2149 помешкань
Расовий склад населення:
| - 91,3 % — білих - 4,8 % — чорних або афроамериканців - 0,8 % — азіатів - 0,3 % — корінних американців - 0,1 % — вихідців з тихоокеанських островів |

До двох чи більше рас належало 1,8 %. Частка іспаномовних становила 2,3 % від усіх жителів.
За віковим діапазоном населення розподілялося таким чином: 20,6 % — особи молодші 18 років, 65,5 % — особи у віці 18—64 років, 13,9 % — особи у віці 65 років та старші. Медіана віку мешканця становила 42,6 року. На 100 осіб жіночої статі у місті припадало 100,4 чоловіків;  на 100 жінок у віці від 18 років та старших — 97,7 чоловіків також старших 18 років.
Середній дохід на одне домашнє господарство  становив 70 043 долари США (медіана — 59 744), а середній дохід на одну сім'ю — 81 417 доларів (медіана — 73 819). Медіана доходів становила 52 981 долар для чоловіків та 36 250 доларів для жінок. За межею бідності перебувало 13,5 % осіб, у тому числі 26,3 % дітей у віці до 18 років та 3,8 % осіб у віці 65 років та старших.
Цивільне працевлаштоване населення становило 2645 осіб. Основні галузі зайнятості: освіта, охорона здоров'я та соціальна допомога — 30,9 %, роздрібна торгівля — 14,1 %, виробництво — 12,1 %.